# All I Ever Wanted
All I Ever Wanted é o quarto álbum de estúdio da cantora norte-americana Kelly Clarkson, lançado em 6 de março de 2009 através da RCA Records. Após as polêmicas que cercaram seu álbum de estúdio anterior, My December (2007), que foi visto como muito mais sombrio do que seus dois álbuns anteriores, Clarkson passou a gravar um álbum mais pop. Para isso, ela trabalhou com seus colaboradores anteriores Max Martin, Dr. Luke (com os quais ela trabalhou em seu segundo álbum, Breakaway), Sam Watters e Louis Biancaniello (com os quais ela trabalhou em seu álbum de estreia, Thankful) e novos colaboradores, incluindo Ryan Tedder, Howard Benson e Dre & Vidal.
Originalmente intitulado Masquerade, seu título foi alterado devido às semelhanças com outros álbuns lançados na mesma época, como Funhouse (2008) de Pink e Circus (2008) de Britney Spears. All I Ever Wanted foi considerado mais leve e menos raivoso do que seu trabalho anterior, embora também contenha músicas inspiradas em pop rock e pop punk, além de dance e soul. Sua arte em cores de desenho animado foi criticada pelos críticos e pela própria Clarkson por utilizar muito Photoshop. All I Ever Wanted trata principalmente de temas de relacionamentos românticos, dignidade, independência e veracidade emocional.
O álbum recebeu avaliações geralmente favoráveis da maioria dos críticos musicais, que elogiaram sua abordagem com a música mainstream, sem perder sua identidade e personalidade. Seus vocais também foram elogiados, mas alguns críticos chamaram o álbum de "banal" e "sobrecarregado". O álbum obteve sucesso comercial, estreando no topo da Billboard 200, tornando-se seu segundo álbum a conquistar o feito, e alcançando o top dez em mais de dez territórios. Recebeu o certificado de platina na Austrália e Canadá e ouro na Irlanda e Reino Unido. O álbum foi indicado ao prêmio de Melhor Álbum Vocal de Pop no Grammy Awards de 2010.
Três singles foram lançados do álbum mundialmente: "My Life Would Suck Without You" foi o carro-chefe e tornou-se a segunda canção número um de Clarkson na Billboard Hot 100 e o maior salto para a primeira posição na história da tabela; também alcançou o topo das tabelas do Canadá e Reino Unido. O segundo single, "I Do Not Hook Up", obteve sucesso moderado em alguns países, enquanto o terceiro, "Already Gone", foi mais bem sucedido mas mas enfrentou polêmicas devido à sua semelhança com "Halo" de Beyoncé; ambas foram co-escritas e produzidas por Tedder. A faixa-título do álbum foi lançada como um single apenas nas rádios estadunidenses, enquanto "Cry" foi lançada apenas em territórios selecionados. Para promover o álbum, Clarkson embarcou na All I Ever Wanted Summer Fair Tour e na All I Ever Wanted Tour, entre 2009 e 2010.

## História
Clarkson trabalhou com o produtor Ryan Tedder, do OneRepublic. Ele disse para a Digital Spy que as novas canções de Clarkson misturam "grandes refrões" e "pesada bateria", também mencionou que as canções são influenciadas pela banda Garbage, enquanto "Save You" tem uma bridge experimental, inspirada em Mozart. Kelly declarou em uma entrevista para a PopEater que uma canção que co-escreveu com Tedder, "If I Can't Have You", é "como Eurythmics encontrando The Killers" e descreveu a faixa "Cry" como "uma valsa", dizendo que foi fortemente influenciada pela música country e que é a mais pessoal canção do álbum, acrescentando que fala sobre traição.
"I Do Not Hook Up" e "Long Shot" foram gravadas originalmente pela Katy Perry, para seu álbum (A) Katy Perry, que acabou não sendo lançado. "Whyyawannabringmedown" e "All I Ever Wanted" foram escritas pela banda Aranda e eles gravaram os demos originais. "Save You" é um demo do grupo Gone 'Til November - atualmente separado - escrita por Aimèe Proal e Ryan Tedder. "If No One Will Listen" é um cover de Keri Noble. Em 2010, o Álbum foi indicado ao Grammy de "Melhor Álbum Vocal de Pop".

## Singles
"My Life Would Suck Without You"
O primeiro single do álbum, "My Life Would Suck Without You", foi lançado digitalmente em 16 de Janeiro de 2009 e, nas rádios, em 19 de Janeiro. Em 28 de janeiro de 2009 a Billboard anunciou que a canção havia passado da posição #97 para a #1 no Billboard Hot 100, o maior salto da história da parada musical.
"I Do Not Hook Up"
"I Do Not Hook Up", segundo single do álbum, foi lançada nas rádios em 13 de Abril de 2009, exceto na Austrália, onde já estava em airplay. O videoclipe foi dirigido por Bryan Barber e filmado em março de 2009.
A canção ficou em #20 no Hot 100 dos Estados Unidos.
"Already Gone"
Após o lançamento do álbum, "Already Gone" debutou na Billboard Hot 100, na posição #70. Kelly Clarkson declarou em uma entrevista que era possível "Already Gone" seja o próximo single do álbum. Em 20 de junho de 2009, Joseph Kahn relevou em seu Twitter oficial que ele havia terminado de filmar um vídeo com Clarkson, no entanto, não informou de qual canção era. Mais tarde, Kelly confirmou que o vídeo era de "Already Gone", e disse que era diferente de qualquer outro que ela tinha feito antes, confirmando o single, que foi lançado em 11 de agosto de 2009 nos Estados Unidos. Already Gone faz parte da trilha sonora da novela Caras & Bocas e foi tocada nas rádios brasileiras.
A canção esteve em #13 lugar na parada da Billboard Hot 100 dos Estados Unidos.
"All I Ever Wanted"
Kelly adiantou no Twitter o lançamento de mais um single, a ser extraído de All I Ever Wanted. A cantora pop americana sugeriu o lançamento de "All I Ever Wanted", que foi lançada nas rádios dos Estados Unidos no dia 9 de março.

### Outras canções
"If I Can't Have You"
A canção "If I Can't Have You" debutou na parada musical Bubbling Under Hot 100 Singles da Billboard no número 18 e permaneceu por uma semana.
"I Want You"
A canção "I Want You" foi incluída na trilha sonora do filme Leap Year de 2010. Em um de seus shows, Clarkson cantou a canção segurando um boneco de Robert Pattinson como o personagem Edward Cullen, da saga Crepúsculo.

## Faixas
| All I Ever Wanted – Edição padrão |                                  |                                                |                          |         |  |
| N.º                               | Título                           | Compositor(es)                                 | Produtor(es)             | Duração |  |
| 1.                                | "My Life Would Suck Without You" | Lukasz Gottwald Claude Kelly Max Martin        | Dr. Luke Martin          | 3:32    |  |
| 2.                                | "I Do Not Hook Up"               | Katy Perry Kara DioGuardi Greg Wells           | Howard Benson            | 3:20    |  |
| 3.                                | "Cry"                            | Kelly Clarkson Jason Halbert Mark Lee Townsend | Benson                   | 3:34    |  |
| 4.                                | "Don't Let Me Stop You"          | Claude Kelly Andreas Romdhane Josef Larossi    | Benson                   | 3:20    |  |
| 5.                                | "All I Ever Wanted"              | Sam Watters Louis Biancaniello Dameon Aranda   | Biancaniello Sam Watters | 3:59    |  |
| 6.                                | "Already Gone"                   | Clarkson Ryan Tedder                           | Tedder                   | 4:41    |  |
| 7.                                | "If I Can't Have You"            | Clarkson Tedder                                | Tedder Greg Ogan         | 3:39    |  |
| 8.                                | "Save You"                       | Tedder Aimée Proal                             | Tedder                   | 4:03    |  |
| 9.                                | "Whyyawannabrigmedown"           | Biancaniello Watters Aranda                    | Biancaniello Watters     | 2:42    |  |
| 10.                               | "Long Shot"                      | Perry]] Glen Ballard Matt Thiessen             | Benson                   | 3:36    |  |
| 11.                               | "Impossible"                     | Clarkson Tedder                                | Tedder                   | 3:23    |  |
| 12.                               | "Ready"                          | Clarkson Halbert Aben Eubanks                  | Benson                   | 3:05    |  |
| 13.                               | "I Want You"                     | Clarkson Joaquim Âhlund                        | Biancaniello Watters     | 3:31    |  |
| 14.                               | "If No One Will Listen"          | Keri Noble                                     | Clarkson                 | 4:03    |  |
| Duração total:                    | Duração total:                   | Duração total:                                 | Duração total:           | 50:28   |  |

| All I Ever Wanted – Edição japonesa e digital sul-coreana (faixa bônus) |                  |                                    |                |         |  |
| N.º                                                                     | Título           | Compositor(es)                     | Produtor       | Duração |  |
| 15.                                                                     | "Can We Go Back" | Adam Watts Andy Dodd Shanna Crooks | Benson         | 2:52    |  |
| Duração total:                                                          | Duração total:   | Duração total:                     | Duração total: | 53:21   |  |

| All I Ever Wanted – Edição deluxe (faixas bônus) |                         |                                                                              |                                   |         |  |
| N.º                                              | Título                  | Compositor(es)                                                               | Produtor(es)                      | Duração |  |
| 15.                                              | "Tip of My Tongue"      | Clarkson Tedder                                                              | Tedder                            | 4:19    |  |
| 16.                                              | "The Day We Fell Apart" | Watters Biancaniello Andre Harris Vidal Davis Harry Zelnick Alexander Chiger | Harris Davis Biancaniello Watters | 4:03    |  |
| Duração total:                                   | Duração total:          | Duração total:                                                               | Duração total:                    | 58:54   |  |

## Recepção
| Críticas profissionais | Críticas profissionais |
| Pontuações agregadas   | Pontuações agregadas   |
| Fonte                  | Avaliação              |
| ---------------------- | ---------------------- |
| Metacritic             | 70                     |
| Avaliações da crítica  |                        |
| Fonte                  | Avaliação              |
| Allmusic               | [ 15 ]                 |
| Blender                | [ 16 ]                 |
| Billboard              | positiva               |
| Chicago Sun-Times      | [ 18 ]                 |
| Entertainment Weekly   | B+                     |
| Houston Chronicle      | [ 20 ]                 |
| Los Angeles Times      | [ 21 ]                 |
| Mercury News           | positiva               |
| Rolling Stone          | [ 23 ]                 |
| Slant Magazine         | [ 24 ]                 |

A recepção da crítica para All I Ever Wanted foi geralmente positiva. O Metacritic, que atribui uma avaliação normalizada em 100 a partir de comentários críticos, calculou uma pontuação média de 70, baseado em 16 críticas.
- Houston Chronicle: Perfeição do pop.
- PopMatters: Apesar que All I Ever Wanted não é um álbum pop clássico, por qualquer meio, é mais uma certeza de diversão.
- Billboard: Clarkson sempre teve o melhor gutural gritar no negócio, mas agora ela está se tornando uma intérprete magistral também.
- Times and Transcript: Novo álbum de Clarkson é explosivo … 4 de 5 estrelas.
- The Washington Post: Este é um daqueles raros álbuns de pop que deveria ressoar com a corrente principal enquanto também gera calor crítico.

O crítico brasileiro Maurício Kenzil, do Canal Pop, deu ao álbum 5 de 5 estrelas, dizendo:

"All I Ever Wanted é mais um capítulo dessa belíssima trajetória de Clarkson. O 4º álbum na discografia de Kelly, assim como os outros, parece mais um resumo das várias etapas do programa. Assim, o diversificado ‘tracklist’ traz baladas, músicas mais dançantes, sempre girando em torno do Pop, seja a sonoridade Rock, R&B ou Dance. Desnecessário dizer que a voz de Clarkson continua poderosa".

## Paradas musicais
| Parada (2009)  | Melhor posição | Vendas   | Certificações |
| -------------- | -------------- | -------- | ------------- |
| Austrália      | 2              | 100.000  | Platina       |
| Áustria        | 4              | 20.000+  |               |
| Bélgica        | 6              | 15.000+  |               |
| Canadá         | 2              | 200.000+ | Platina       |
| Irlanda        | 4              | 15.000+  |               |
| Reino Unido    | 3              | 50.000+  | Ouro          |
| Estados Unidos | 1              | 930.000+ | Platina       |
| Nova Zelândia  | 6              | 10.000+  |               |
| Espanha        | 40             | 12.000+  |               |
| Suíça          | 7              | 10.000+  |               |

## Turnês

### Mini-Turnê
All I Ever Wanted Summer Fair Mini-Tour
A mini-turnê de verão começou no dia 28 de março e foi até 12 de Setembro nos Estados Unidos, totalizando 23 shows ao todo.
Set list
1. "All I Ever Wanted"
2. "Miss Independent"
3. "I Do Not Hook Up"
4. "Some Guys Have All The Luck" (Rod Stewart Cover)
5. "Don't Let Me Stop You"
6. "Breakaway"
7. "If I Can't Have You"
8. "Never Again"
9. "Behind These Hazel Eyes" (Acoustic)
10. "Walking After Midnight" (Patsy Cline Acoustic Cover)
11. "Cry" (Acoustic)
12. "I Want You"
13. "Whyyawannabringmedown"
14. "Because of you"
15. "Walk Away"
16. "Since U Been Gone"
17. "Already Gone"
18. "If" (Janet Jackson Cover)
19. "My Life Would Suck Without You"

### All I Ever Wanted Tour
A turnê oficial começou no dia 2 de outubro e irá até Dezembro nos Estados Unidos. 32 shows já foram confirmados e os ingressos já começaram a ser vendidos. Os primeiros ingressos já foram esgotados. Além disso, em 2010, Kelly irá viajar o mundo com a sua turnê.
Sobre a setlist: pouca coisa mudou. Kelly está cantando quase todas as músicas da Summer Tour, mas agora ela colocou "Impossible" no lugar de "Don't Let Me Stop You", "Behind These Hazel Eyes" ainda é em versão acústica e o cover "Walking After Midnight" ainda está na setlist. Os novos covers são "That I Would Be Good" de Alanis Morissette misturado com "Use Somebody" do Kings Of Leon, fazendo um cover muito especial.
A música "Lies" de The Black Keys e o poderoso "Seven Nation Army" do The White Stripes estão na setlist de covers também.
Set List
1. All I Ever Wanted
2. Miss Independent
3. I Do Not Hook Up
4. Impossible
5. That I Would Be Good & Use Somebody
6. Breakaway
7. If I Can't Have You
8. Never Again
9. Lies
10. Walking After Midnight
11. Behind These Hazel Eyes (Acoustic)
12. Cry
13. I Want You
14. Band Intro & Ready
15. Because Of You
16. Walk Way
17. Since U Been Gone
18. Already Gone
19. Seven Nation Army
20. My Life Would Suck Without You